# Средно училище „Никола Вапцаров“ (Момчилград)
Средно училище „Никола Вапцаров“ е гимназия в град Момчилград, област Кърджали. Създадена е през 1952 г. Патрон на училището е Никола Вапцаров. То е разположено на ул. „Войнишка“ № 1. През учебната 2019/2020 г. в него се обучават 491 деца. Към 2025 г. директор на училището е Валя Чанева.

## История
Училището е приемник на Турското средно общообразователно училище „Мустафа Супхи“, открито през 1952 г. Първата учебната година започва с 134 ученици и 9 учители. В него учат деца от тогавашните Момчилградска, Кърджалийска, Ардинска, Златоградска и Крумовградска околия. През 1955 – 1956 г. е построена нова сграда, в която училището се помещава днес.